# Fritz Bethke
Fritz Bethke, auch Fritz Bethge (Juli 1841 in Berlin – 2. Mai 1890 in Britz) war ein deutscher Theaterschauspieler.

## Leben
Bethke war ein beliebter Bonvivant und von 1868 bis 1888 Hofschauspieler in Braunschweig. Sein Bruder war der Schauspieler Franz Bethke. 